# フリーマントル (会社)
フリーマントル（Fremantle）は、ヨーロッパの巨大メディア企業、RTLグループに所属する世界最大のテレビ制作会社。イギリスのロンドンを拠点とし、ヨーロッパ・北アメリカ・南米・アジアにて展開している。日本ではフリーマントルメディアジャパン（商号：Fremantle Japan株式会社、代表取締役社長：石山辰吾）という法人が展開している（本社所在地は東京都港区南青山5丁目）。

## これまでに制作された番組

### バラエティ番組
- アイドルシリーズ - 『アメリカンアイドル』や『ポップアイドル』などの番組を制作。
- Xファクター - 『ポップアイドル』の継承番組。日本では『X FACTOR OKINAWA JAPAN』として沖縄テレビで放送された。
- ファミリー・フュード - 題名は「家族の不和」という意味。日本でのTBS系番組『クイズ100人に聞きました』にあたる[2]。
- ザ・プライス・イズ・ライト - 値段を当てるゲーム番組。日本のTBS系番組『ザ・チャンス!』に当たる。
- マッチ・ゲーム - 日本のフジテレビ系番組『アイ・アイゲーム』に当たる。
- クイズ・マニア - 深夜帯のクイズ番組。
- Thank God You're Here - オーストラリアで大ヒットした即興演劇番組。
- Distraction - イタリアで放送された、超人気のクイズ番組。
- Touch the Truck - 手で四輪駆動車を押して、一番長く手を離れなかったら自動車が贈呈される、ゲーム番組。
- Cupid - アメリカCBSで大ヒットしたお見合い&デート番組。
- 脳カベ（Hole in the Wall） - 日本のフジテレビ系番組『とんねるずのみなさんのおかげでした』の1コーナーがオリジナル。後に、フリーマントルメディアが企画を購入し、30か国以上に販売されている。
- Take Me Out - 恋愛バラエティ番組。日本でも同題でTBS系列にて放送。

### ドラマ
- The Bill
- ネイバーズ - オーストラリアのNetwork TenとBBC Oneで放送中のソープオペラ。